# Blériot 110
Die Blériot 110 (oder Bl 110) war ein im Jahre 1930 in einer einzigen Ausfertigung von Blériot Aéronautique hergestelltes französisches Langstrecken-Testflugzeug, das mehrere Motorflug-Weltrekorde aufstellte. Diese Maschine war das erste Flugzeug, das den Nordatlantik in beide Richtungen überquerte. Konstrukteur der Maschine war der Italiener Filippo Zappata, der 1933 in sein Heimatland zurückging.

## Geschichte und Konstruktion
Das Flugzeug wurde im Auftrag des französischen Luftfahrtministeriums konstruiert und gebaut, um die bestehenden Weltrekorde im Langstrecken- bzw. Ausdauerflug zu überbieten. Gleichzeitig bestellte das Luftfahrtministerium mit der Bernard 80 GR Oiseau Tango und der Dewoitine D.33 Trait d’union zwei weitere Rekordflugzeuge, die alle erfolgreich waren. Konstrukteur der Blériot 110 war der Italiener Filippo Zappata, der von 1929 bis 1933 als Chefkonstrukteur bei der Firma Blériot Aéronautique arbeitete und auch das Transatlantikflugboot Blériot 5190 konstruierte.

Die Blériot 110 war ein großer, zweisitziger Hochdecker von 26,5 m Spannweite, 14,57 m Länge und 4,9 m Höhe. Die Tragflächen hatten 81 m² Oberfläche. Die Maschine hatte einen 600-PS (447 kW) Hispano-Suiza-Motor des Typs 12L, der ihr eine Höchstgeschwindigkeit von 220 km/h verlieh. Die Dienstgipfelhöhe betrug 2000 Meter. Für die geplanten Langstreckenflüge waren in jeder Tragfläche drei und im Rumpf weitere vier Treibstofftanks eingebaut, die insgesamt 6000 Liter fassten. Damit sollte eine Flugdistanz von 12.600 km ermöglicht werden. Die Leermasse der Maschine betrug 2680 kg, voll beladen wog sie 8790 kg. Die Piloten saßen in einer Kabine im Rumpf am Flügelende ohne Sicht nach vorn. Bullaugen an den Rumpfseiten waren die einzigen Fenster.

## Vergleich der technischen Daten der französischen Rekordflugzeuge

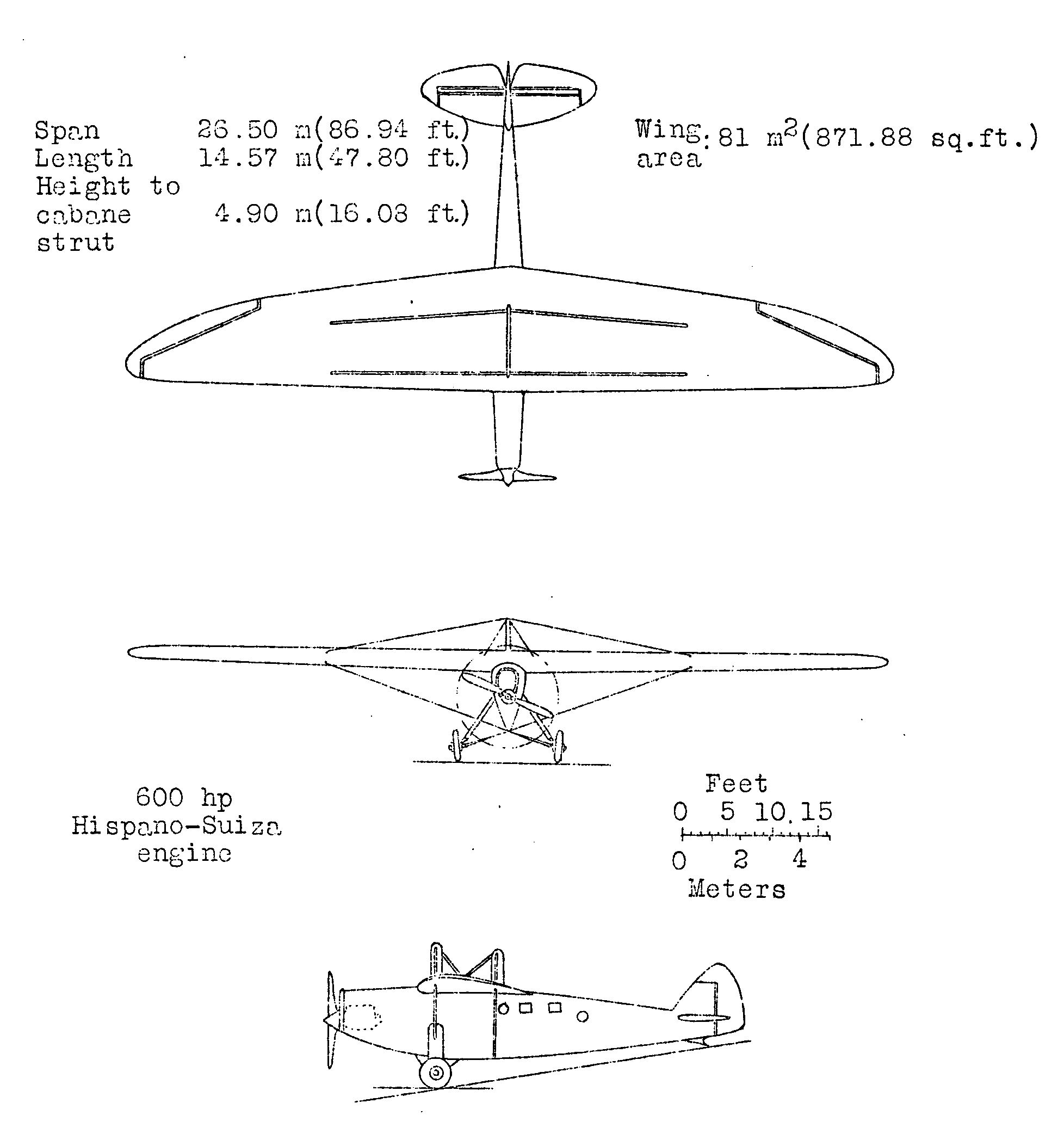
Dreiseitenansicht

| Kenngröße             | Blériot 110        | Latécoère 28.8 | Bernard 80        | Dewoitine 33      |
| --------------------- | ------------------ | -------------- | ----------------- | ----------------- |
| Erstflug              | 16. Mai 1930       | 07.1930        | 27. November 1930 | 21. November 1930 |
| Maschinen             | 1                  | 1              | 1                 | 2                 |
| Besatzung             | 2                  | 2              | 2                 | 3                 |
| Länge                 | 14,51 m            | 13,86 m        | 14,85 m           | 14,40 m           |
| Spannweite            | 26,50 m            | 25,50 m        | 24,50 m           | 28,00 m           |
| Höhe                  | 4,90 m             | 3,85 m         | 4,40 m            | 5,00 m            |
| Flügelfläche          | 81 m²              | 80 m²          | 70 m²             | 98,45 m²          |
| Leermasse             | 2680 kg            | 2680 kg        | 3100 kg           | 3100 kg           |
| Startmasse            | 8790 kg            | 8184 kg        | 8620 kg           | 9800 kg           |
| Höchstgeschwindigkeit | 220 km/h           | 200 km/h       | 240 km/h          | 245 km/h          |
| Dienstgipfelhöhe      | 2000 m             |                |                   |                   |
| Reichweite            | 12.600 km          | 11.000 km      | 11.000 km         | 11.000 km         |
| Triebwerk             | Hispano-Suiza 12Lb | HS 12Nbr       | HS 12Nb           | HS 12Nb           |
| Leistung              | 600 PS             | 650 PS         | 650 PS            | 650 PS            |

## Leistungen
Der Erstflug am 16. Mai 1930 musste zwar wegen Problemen mit der Treibstoffzufuhr vorzeitig abgebrochen werden, aber es traten keine Schäden auf. Nach einigen Reparaturen wurde das Flugzeug, im Juli 1930 mit dem Kennzeichen F-ALCC registriert, nach Oran in Algerien überführt, um dort vom Flughafen von La Sénia die Rekordversuche zu starten. Am 1. März 1932 gelang es dem Blériot-Chefpiloten Lucien Bossoutrot (1890–1958) und seinem Kopiloten Maurice Rossi (1901–1966), den Weltrekord im Rundstrecken-Non-Stop-Flug auf 8822 km zu schrauben. Sie überboten den im Vorjahr vom Italiener Umberto Maddalena mit einer Savoia-Marchetti S. 64 aufgestellten Rekord um 744 km. Dabei stellten sie gleichzeitig einen neuen Flugdauer-Weltrekord auf, als sie vom 26. Februar bis zum 1. März insgesamt 75:23:07 Stunden non-stop in der Luft waren. Der Rekord wurde aber schon am 2. April durch die Franzosen Paillard und Mermoz mit der Bernard 80 mit 8960 km gebrochen. Ein Jahr später, vom 23. bis zum 26. März 1932, überboten Bossoutrot und Rossi mit der Blériot 110 den Rundstrecken-Distanzrekord ein weiteres Mal und flogen in 76 Stunden und 34 Minuten insgesamt 10.601 km non-stop. Die Maschine hatten sie im Januar 1932 auf den Namen Joseph Le Brix getauft, zu Ehren des Flugpioniers, der den Rundkurs-Langstreckenrekord seit Juni 1931 gehalten hatte, dann aber am 12. September 1931 bei einem versuchten Non-Stop-Flug Paris-Tokio bei Ufa am Ural in der zweiten Dewoitine 33 abgestürzt und ums Leben gekommen war.
Am 5. August 1933 brachen Paul Codos (1896–1960) und Maurice Rossi mit der Blériot 110 den Langstreckenrekord für Punkt-zu-Punkt-Flüge, als sie 9105 km von New York bis nach Rayak flogen. Bei der kleinen Stadt im heutigen Libanon (70 km vor Damaskus) befand sich der Hauptbasis der französischen Luftwaffe im Mandatsgebiet Syrien. Der Flugplatz war während des Ersten Weltkriegs für deutsche Maschinen angelegt worden.

Am 27./28. Mai 1934 überflogen Codos und Rossi mit der Blériot 110 Joseph Le Brix den Nordatlantik in Ost-West-Richtung von Le Bourget nach New York in 38:28 Stunden, wo sie wegen technischer Probleme mit dem Propeller den bis San Francisco geplanten Flug abbrechen mussten. Die Maschine war damit das erste Flugzeug, das den Nordatlantik in beide Richtungen überflogen hatte.
Weitere Rekordversuche in den folgenden Jahren waren nicht erfolgreich, und die Maschine wurde 1935 abgewrackt. Zuletzt hatten Codos und Rossi am 16. Februar 1935 versucht, von Istres nach Santiago de Chile zu fliegen. Am Beginn des zweiten Flugtages mussten die Piloten feststellen, das sie in erheblichen Mengen Öl verloren und sie drehten auf dem Südatlantik um. Sie versuchten die 800 km entfernten Kapverdischen Inseln zu erreichen. Nach dreißig Stunden und 6.000 Kilometer Flug gelang die Landung in Praia. Ursache waren eine defekte und leckende Ölpumpe, die Schäden konnten repariert werden und die Piloten kehrten mit der Maschine am 15. März in die Heimat zurück. Der Flug von 4.700 km zum Bleriot-Werksflugplatz bei Buc (Yvelines) dauerte 24:57 Stunden (~188 km/h).